# IBM 407
El IBM 407 Accounting Machine (español: la máquina de contabilidad IBM 407, presentada en 1949, fue una de una larga línea de máquinas tabuladoras de IBM que se remontan a la época de Herman Hollerith . Tenía un lector de tarjetas y una impresora; se le podía acoplar una perforadora de resúmenes. El procesamiento fue dirigido por un panel de control .
El 407 fue el componente central de muchos talleres de grabación que constituían el pilar del negocio de IBM en aquella época. Podía imprimir dígitos, letras y varios caracteres especiales en cualquiera de las 120 posiciones de impresión, espaciadas 2,5 mm .
IBM dejó de comercializar la máquina de contabilidad 407 en 1976. 

## Descripción

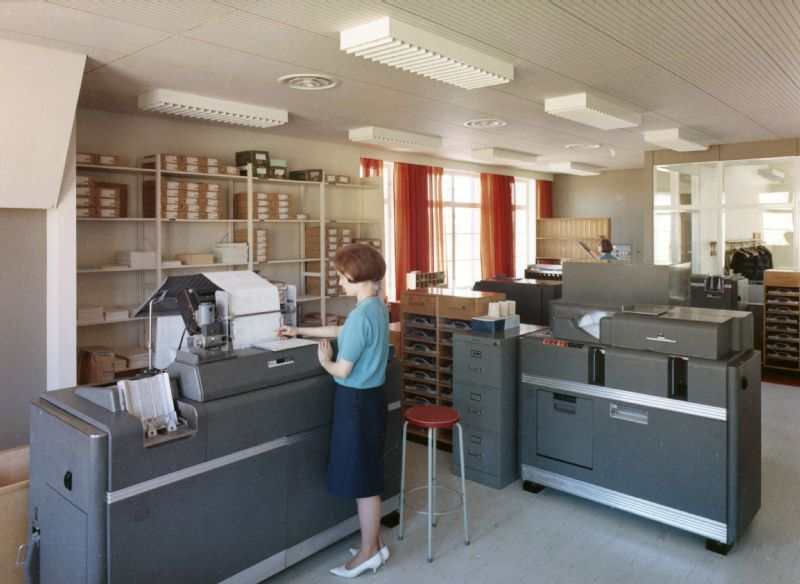
IBM 407 (izquierda) con IBM 519 (a la derecha).

El 407 leía tarjetas perforadas, totalizaba campos en las tarjetas, tomaba decisiones simples, imprimía resultados y, con la ayuda de una perforadora de resumen, generaba resultados en tarjetas perforadas que podían ingresarse en otros pasos de procesamiento.
El funcionamiento del 407 se dirigía mediante el uso de un panel de control extraíble y una cinta de carro . Los centros de salida (emisores de impulsos) en el panel de control están conectados a los centros de entrada (receptores de impulsos) para la tarea a realizar (ver Cableado del equipo de registro de la unidad ). Hay centros para cada columna de tarjeta (en ambas estaciones de lectura), posición de impresión, dígito del contador, etc. También estaban disponibles pruebas de lógica.

Cada tarjeta de entrada se leyó a las dos estaciones de lectura sucesivas. Así, por ejemplo, se podían comparar los campos de una tarjeta con la siguiente, y, si detecta un cambio, por ejemplo en el número de factura, se podían imprimir los totales. A diferencia de las tabuladoras anteriores de IBM, que tuvo 80 cepillos de lectura a cada estación de lectura, uno para cada columna, el 407 tuvo 960 cepillos a cada estación, uno para cada agujero posible en la tarjeta perforada. Se mantenó en posición las tarjetas durante el ciclo de lectura, y se generó los pulsos al leer cada digito por conmutadores, uno para cada columna pertinente. Eso permitía que la tarjeta se leyera más de una vez a cada estación, para mejor flexibilidad.
Para la impresión, el modelo 407 utilizaba ruedas tipográficas, una mejora respecto de los tabuladores anteriores que utilizaban barras de impresión. Las ruedas de 48 caracteres permanecían estacionarias hasta que se debía imprimir un impulso de carácter; luego la rueda giraba en dos pasos. El primer paso giró cada rueda hacia uno de los 12 grupos de caracteres según el impulso de dígito asociado con esa posición de impresión. Los impulsos de dígitos incluyeron los dígitos del 1 al 9 (en orden inverso), los golpes combinados 8-3 y 8-4 y un grupo (N) para ningún impulso de dígito. Luego se seleccionó uno de los cuatro caracteres de cada grupo según el impulso de zona (0, 11, 12 o ninguno) para esa posición de carácter. Esta selección se produjo al mismo tiempo que la rueda tipográfica era impulsada contra la cinta. El momento de la selección del impulso de zona estaba controlado por un conjunto complejo de enlaces y electroimanes, que se llamó Analizador, uno para cada una de las 120 posiciones de impresión. Cada rueda tipográfica también emitía un impulso (llamado "eco") para el carácter realmente impreso. El panel de control podría estar cableado de manera que los impulsos de eco se acumularan para obtener totales; los totales del informe reflejaran entonces de manera confiable lo que realmente se había impreso.
Los sistemas mecánicos, incluido el lector de tarjetas, la impresora, los contadores y las unidades de almacenamiento, estaban todos accionados por un único motor, que también accionaba una bomba de aceite y un generador que proporcionaba energía de 46 voltios para la lógica eléctrica. Esto incluía alrededor de 900 relés que estaban montados en tres puertas batientes. El panel de control tenía una matriz de 43 por 52 agujeros, la mayoría de los cuales estaban asignados.
El 407 estaba disponible en un modelo que podía leer 100 tarjetas por minuto y otro que podía leer 150 tarjetas por minuto. El primero tenía un relé que inhibía cada tercer ciclo de alimentación de tarjetas (lo que le daba a la máquina un sonido característico de "shrink-shrink-golpe"). Fue posible insertar una tarjeta doblada entre los contactos de ese relé para "overclockear" el modelo más lento a la velocidad más rápida.

## Impacto en el mercado
El 407 se alquila desde $800 a $920 por mes ($ 10200 a $ 11800 por mes en dólares 2023 ), dependiendo del modelo. 
Su mecanismo de impresión fue utilizado en el IBM 716 introducido en 1952 con la computadora IBM 701, y el 716 fue utilizado con muchas máquinas de la serie IBM 700/7000 . El propio 407 fue adaptado como unidad de entrada/salida en el IBM 650 . Más tarde, el mecanismo de impresión 407 se utilizó en la impresora de línea IBM 1132, parte del sistema informático de bajo coste IBM 1130, introducido en 1965.
La IBM World Trade Corporation comercializó Computing Accounting Machines (CAM), variaciones del IBM 402 o 407 con una computadora adjunta. Las variaciones CAM del 407 incluyeron el IBM 421, 444 y 447. 